# Janów (Silésie)
Pour les articles homonymes, voir Janów.
Janów est une localité polonaise et siège de la gmina du même nom, située dans le powiat de Częstochowa en voïvodie de Silésie.